# Enigma (Give a Bit of Mmh to Me)
Enigma (Give a Bit of Mmh to Me) – singel francuskiej piosenkarki Amandy Lear, wydany w 1978 roku.

## Ogólne informacje
Słowa do piosenki napisała Amanda Lear, a za warstwę muzyczną odpowiadał Anthony Monn. Utwór jest utrzymany w stylu disco. Singel wydano na płycie 7-calowej, promując LP Sweet Revenge, na stronie B umieszczając piosenkę „Run Baby Run”, również z tego albumu. W 1998 roku Lear nagrała nową wersję utworu na płytę Back in Your Arms.
Utwór spotkał się w latach 70. ze sporą popularnością, plasując się w top 10 list przebojów w Belgii i we Włoszech. Rozgłos „Enigma” zyskała ponownie po 26 latach, kiedy wykorzystano tę piosenkę w reklamie batonika Kinder Bueno, emitowanej we wschodniej i centralnej Europie.

## Teledysk
Amanda Lear nagrała teledysk to tego utworu dla włoskiego programu telewizyjnego Stryx w drugiej połowie 1978 roku.

## Lista ścieżek
- 7" single[2]

1. „Enigma (Give a Bit of Mmh to Me)” – 4:00
2. „Run Baby Run” – 3:45

## Pozycje na listach
| Kraj     | Pozycja |
| -------- | ------- |
| Belgia   | 10      |
| Holandia | 11      |
| Włochy   | 10      |